# Alto Conselho para a Unidade de Azauade
Alto Conselho para a Unidade de Azauade (em francês:  Haut conseil pour l'unité de l'Azawad, HCUA) é um movimento político e militar tuaregue formado em 2 de maio de 2013 durante a Guerra do Mali. O movimento surgiu sob o nome de Alto Conselho de Azauade (em francês:  Haut conseil de l'Azawad, HCA) antes de ser renomeado em 19 de maio.

## Criação
O Alto Conselho para a Unidade de Azauade foi formado durante a Guerra do Mali, a fim de promover as negociações com o governo maliano. Em 2 de maio, representantes tuaregues liderados por Mohamed Ag Intalla decidiram rejeitar a luta armada e formar o Alto Conselho de Azauade. No dia da sua fundação, Mohamed Ag Intalla apelou ao Movimento Nacional de Libertação do Azauade (MNLA) e ao Movimento Islâmico de Azauade (MIA) para se juntar ao seu movimento, ele declarou que "apoiará todos os esforços para encontrar, através do diálogo, uma solução política negociada para a crise que se passa no Azauade. (...) É um movimento pacífico que não reivindica a independência de uma parte do norte do Mali e é contra qualquer ideia de partição. (...) Também somos contra o terrorismo. Queremos reunir todos os filhos tuaregues do norte e os outros irmãos para fazer as pazes com o sul, com todos os malianos."

## Organização
Mohamed Ag Intalla rapidamente beneficia-se do apoio de seu pai, o Amenokal Intalla Ag Attaher - líder tradicional dos tuaregues ifogas que abandona o MNLA para se juntar ao novo grupo - e do seu irmão, Alghabass Ag Intalla, que em 19 de maio anuncia a dissolução do grupo Movimento Islâmico de Azauade (MIA) e sua mobilização para o Alto Conselho de Azauade. Naquele dia, o movimento se reúne em Quidal, e o Amenokal Intalla Ag Attaher é nomeado presidente, seu filho Mohamed Ag Intalla, secretário-geral. No mesmo dia, o Alto Conselho de Azauade altera seu nome para Alto Conselho para a Unidade de Azauade.
O MNLA não se atreve a criticar a decisão do Amenokal e apoia o Alto Conselho para a Unidade de Azauade. No dia 2 de junho, os dois movimentos assinam um acordo para adotar uma posição comum durante os Acordos de Uagadugu.
A maioria das forças do Alto Conselho para a Unidade de Azauade são constituídas por tuaregues da tribo dos ifogas e desertores da Ansar Dine. O braço militar do grupo é comandado por Cheikh Ag Aoussa, que foi morto em 8 de outubro de 2016 pela explosão de uma mina. Achafghi Ag Bohada o sucede a em 25 de outubro.
No início de julho, Alghabass Ag Intalla torna-se secretário-geral do Alto Conselho para a Unidade de Azauade, é colocado à frente de uma delegação de 30 pessoas do MNLA, MAA e HCUA durante as negociações de Argel.

## Efetivos
Em um relatório redigido em março de 2016, a MINUSMA estima que o grupo possua entre 400 e 600 homens.

## Acusações
Em junho de 2016, a AFP indicou que a comitiva do ministro da Defesa francês, Jean-Yves Le Drian, criticou o "jogo duplo" do Alto Conselho para a Unidade de Azauade e acusou este grupo de ainda ter vínculos com a Ansar Dine e com Iyad Ag Ghali. O movimento negou e qualificou essas declarações como "injustas e graves" e afirmou ter rompido completamente com a Ansar Dine.
Em um relatório datado de 8 de agosto de 2018, especialistas independentes da ONU também acusam Salah Ag Ahmed, prefeito de Talataye e membro do Alto Conselho para a Unidade de Azauade, de ser um elo entre a Ansar Dine e o Estado Islâmico no Grande Saara. Outro membro do Alto Conselho para a Unidade de Azauade, Mahamadou Ag Rhissa, também é acusado de tráfico de migrantes, de detenção e exploração sexual de mulheres em Talhandak, na região de Quidal. Siguidi Ag Madit, outro comandante do movimento, também é suspeito de estar ligado ao Estado Islâmico no Grande Saara e de estar envolvido num ataque contra o Grupo de Autodefesa Tuaregue Ingade e Aliados (GATIA) em Andéramboukane, em 6 de janeiro de 2018. Em 20 de dezembro de 2018, o Conselho de Segurança da ONU adota sanções contra Mahamadou Ag Rhissa, que é proibido de viajar por obstruir o acordo de paz de 2015.
Contudo, o movimento nem sempre é poupado dos ataques jihadistas; o assassinato de um dos líderes do Alto Conselho para a Unidade de Azauade, Alassane Ag Intouwa, em Ber em 20 de junho de 2016, é reivindicado pela Al-Qaeda no Magrebe Islâmico (AQIM).